# 13177 Hansschmidt
13177 Hansschmidt è un asteroide della fascia principale. Scoperto nel 1996, presenta un'orbita caratterizzata da un semiasse maggiore pari a 2,9103549 UA e da un'eccentricità di 0,0641487, inclinata di 2,35096° rispetto all'eclittica.